# Loya jirga

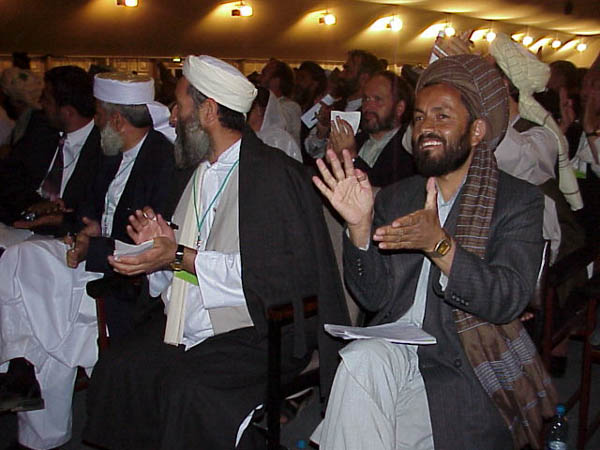
De Loya jirga van 2002 kiest Hamid Karzai als voorlopig president

Een loya jirga, ook wel loya jirgah (Perzisch: لويه جرگه; Pasjtoen: لويه جرګه), is een grote bijeenkomst in Afghanistan, oorspronkelijk van Pashtun stammen, maar later in bijzijn van andere etnische groepen. De woorden loya en jirga komen uit het Pashto en betekenen respectievelijk 'groot' en 'bijeenkomst, vergadering, assemblee'.
De aanwezigen zijn stamhoofden en regionale leiders, politieke, militaire en religieuze figuren, regeringsfunctionarissen etc. De bijeenkomsten worden onregelmatig gehouden, meestal op initiatief van de heerser. Sommige historici beweren dat de bijeenkomsten meer dan 1000 jaar oud zijn.
Er is geen gezette tijdslimiet voor de loya jirga, die doorgaat totdat er beslissingen zijn genomen. Vele verschillende onderwerpen worden besproken, zoals buitenlandse politiek, het verklaren van oorlog, het accepteren van nieuwe heersers, zowel als de introductie van nieuwe ideeën en beleid.
Een nieuwe grondwet voor Afghanistan werd opgesteld en goedgekeurd door de 502 leden tellende Loya Jirga in januari 2004.
In juli 2020 werd een nieuwe Loya jirga uitgeroepen over de lopende vredesonderhandelingen met de Taliban, die zal plaatsvinden op 7 augustus.